# Elias Nardi
Elias Nardi, né en 1979 à Pescia en Italie, est un oudiste et compositeur italien actif dans le domaine du world jazz.

## Biographie
Né à Pescia près de Pistoia en Toscane en 1979, Elias Nardi développe dès son plus jeune âge un intérêt pour le monde arabe et pour l'oud, le luth arabe traditionnel, faisant de nombreux voyages dans les pays arabes.
Élève du virtuose palestinien Adel Salameh, Elias Nardi collabore ensuite avec de nombreux musiciens comme Ares Tavolazzi, Riccardo Tesi, Paolo Vinaccia, Daniele di Bonaventura, Gianluca Petrella, Edmondo Romano, Max Manfredi, Max De Aloe, Didier François et Fakhraddin Gafarov,,.
Après avoir travaillé en solo pendant plusieurs années, il fonde en 2010 l'Elias Nardi Quartet,, un ensemble qui change de nom en 2015 pour devenir l'Elias Nardi Group.
Avec ses groupes, Elias Nardi fait des tournées dans toute l'Europe, en particulier en Italie, en Allemagne, aux Pays-Bas, en Belgique et en Suisse.
Dans sa musique, Elias Nardi fait dialoguer jazz et musique traditionnelle.

## Discographie

### Elias Nardi Quartet
- 2010 : Orange Tree, avec Didier François (nyckelharpa) (label Zone Di Musica)[2],[3],[7] , troisième place aux Italian Awards for Independent Popular Music 2011[1]
- 2012 : The Tarot album (label Zone Di Musica)[2],[3],[8], sélectionné comme l'un des meilleurs albums sortis en 2012 par « Il Manifesto / Alias »

### Elias Nardi Group
- 2015 : Flowers of Fragility, avec Daniele di Bonaventura (bandonéon), Didier François (nyckelharpa), Nazanin Piri-Niri (flûte) et Carlo La Manna (guitare basse), paru sur label Visage Music[2],[3],[9]

### Elias Nardi, Daniele di Bonaventura et Ares Tavollazi
- 2020 : Ghimel par  Elias Nardi (oud), Daniele di Bonaventura (bandonéon) et Ares Tavollazi (guitare basse) paru sur label Visage Music[10]